# Антон Попов (актьор)
Вижте пояснителната страница за други личности с името Антон Попов.
Антон Петков Попов е български драматичен актьор и режисьор. Брат е на актьора Стефан Попов.

## Биография
Роден е в Казанлък през 1853 г. Средното си образование получава в католическа гимназия в Одрин, където баща му е учител. Ръководи любителска театрална група в Хасково през 1878 г. и в Русе през 1882 – 1883 г. През 1883 г. дебютира в първата българска професионална театрална трупа в Пловдив, където играе до разформирането ѝ през 1885 г. През 1888 г. ръководи театър „Основа“. Гастролира с трупата в Браила и крайдунавските градове на Румъния. През 1892 – 1893 г. играе в „Сълза и смях“. От 1914 до 1918 г. организира драматически курсове в София. През 1919 – 1920 г. работи като режисьор в театъра в Бургас. През 1924 г. води драматичен курс в Ямбол. Превежда пиеси и отделно работи в Българските държавни железници. Почива на 7 януари 1927 г. в Казанлък.

## Роли
Антон Попов играе множество роли, по-значимите са:
- Михалаки – „Чорбаджи Михалаки“ на Иван Вазов
- Кърджи Осман – „Руска“ на Иван Вазов
- Недялко войвода – „Роби и герои“ на Ат. Узунов
- Жилберт – „Мария Тюдор“ на Виктор Юго[1]